# Mikroelektromekaniska system

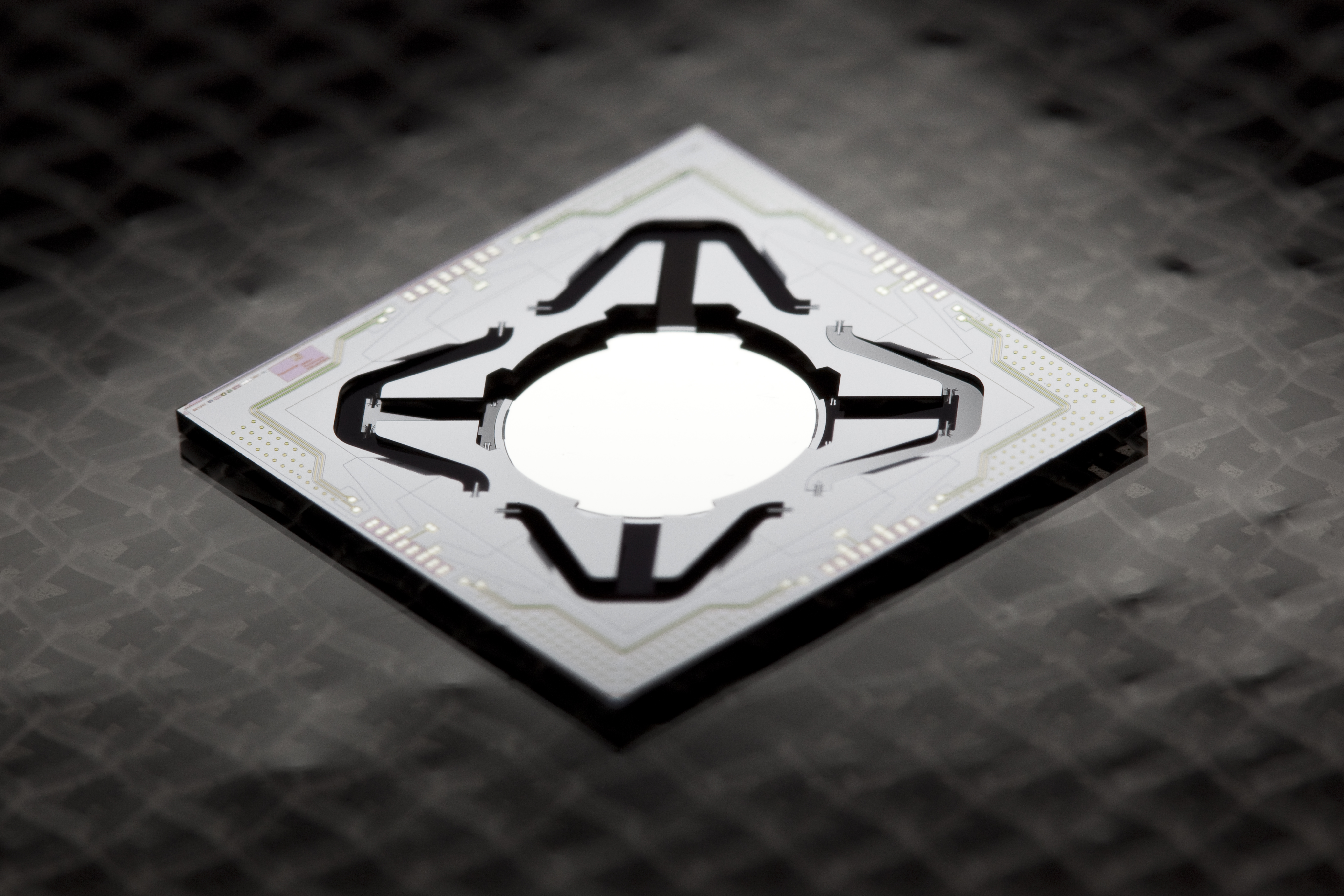
Mikromekaniskt upphängd spegel i en microscanner.

Mikroelektromekaniska system (MEMS) är en teknik som i sin mest generella form kan definieras som miniatyriserade mekaniska och elektromekaniska enheter (det vill säga strukturer) som produceras genom Mikrofabrikationstekniker. MEMS är en del av mikroteknologin, det vill säga komponenter vars kritiska dimensioner kan sträcka sig från under 1 mikrometer (μm) till drygt 1 mm. Begreppet MEMS-enheter kan avse relativt enkla strukturer utan element i rörelse, men det kan även avse extremt komplexa system med flera olika element vars rörelser kan kontrolleras med hjälp av integrerad mikroelektronik. Det essentiella kriteriet för att ett mikrosystem ska få kallas MEMS är att det har en mekanisk komponent, vilket inte nödvändigtvis innebär att systemet kan röra på sig. De mest välkända MEMS-enheterna är miniatyriserade sensorer och aktuatorer. På nanonivå har denna teknik ett överlapp med nanoelectromechanical systems (NEMS) och nanoteknologi.  Viktiga grundläggande delar av teknologin har hämtats från utveckling av integrerade kretsar.

## Material
MEMS-teknologin kan utföras med hjälp av ett antal olika material och tillverkningstekniker beroende på inom vilken produkt och marknadssektor den ska användas.

### Kisel
Kisel är det material som används vid tillverkning av de flesta chip inom hemelektronik. Bland materialets fördelar ingår dess lättillgänglighet samt dess låga pris. Kisel är det viktigaste grundmaterialet för halvledartekniken, vilket medför möjligheten att integrera elektroniska kretsar och MEMS monolitiskt, dvs. på samma chip.

### Polymerer
Trots att kisel har stordriftsfördelar inom elektronikindustrin är kristallint kisel fortfarande ett komplext och relativt dyrt material. Polymerer har däremot fördelar vid produktion av stora volymer med ett stort antal materialegenskaper. 

### Metaller
Även metaller kan användas för att skapa MEMS-komponenter. Metaller har inte samma fördelar som kisel i form av mekaniska egenskaper, metaller kan däremot uppvisa hög grad av tillförlitlighet då de används inom sina begränsningar.
Metaller som vanligtvis används: guld, nickel, aluminium, krom, titan, volfram, platina, silver.

### Keramer
För MEMS-komponenter som ska användas i krävande miljöer, till exempel där temperaturen är hög eller omgivningen är kemiskt korrosiv, kan keramer användas.

## Framställningsprocesser

### Filmlager
En av de grundläggande byggstenarna i MEMS är möjligheten att kunna applicera material i form av tunna filmlager med en tjocklek någonstans mellan ett fåtal nanometer till cirka 100 mikrometer. 

### Fotolitografi
Litografi i sammanhang med MEMS är ett vanligt sätt att överföra ett mönster till ett ljuskänsligt material genom selektiv exponering från en strålkälla som ljus. Det fotokänsliga materialet är ett material som genomgår en förändring av dess fysiska egenskaper när de utsätts för en strålkälla. Om det fotokänsliga materialet selektivt utsätts för strålning (till exempel genom att dölja en del av materialet från strålningen) överförs ett mönstret på materialet, eftersom egenskaperna för de exponerad och oexponerade regionerna skiljer sig åt.

### Etsning
Det finns två grundläggande typer av etsningsprocesser: våt- och torretsning. 
I våtetsning används en kemisk lösning som attackerar det material man önskar ta bort. Typexemplen på detta är våtetsning av kisel med hjälp av kaliumhydroxid eller TMAH. Ett annat vanligt exempel är etsning av kiseldioxid i fluorvätesyra. 
Inom torretsning genereras ett plasma under lågt tryck med hjälp av ett elektromagnetiskt fält. Plasmat avger energirika, högreaktiva joner som reagerar med materialet. Genom att applicera en spänning, attraheras jonerna i substratets riktning. Ett mycket känt exempel är den så kallade Bosch-processen som används för djuptorretsning.

## MEMS-inkapsling
MEMS-inkapsling är höljen inom mikroelektromekaniska system.

### Hermetisk inkapsling
Vid hermetisk inkapsling skyddas applikationen mot gaser, vätska och ljus med hjälp av keramer eller metaller och kommunicerar med omvärlden via elektriska ledningar eller kopplingar. Vanligtvis löds eller svetsas ett lock fast vid applikationen vid hermetisk inkapsling. Det bör noteras att dessa inkapslingslösningar inte är lämpliga om man behöver input i form av vätska vid till exempel blodanalys eller i form av gas vid en gasanalys.

### Icke-hermetisk inkapsling
Vid icke-hermetisk inkapsling används normalt någon form av polymer som till exempel kiselgel. Kiselgel släpper lätt igenom vatten, men skadar inte applikationen så länge det inte förekommer håligheter i kiselgelet. Till kiselgelets fördelar hör att det är lätt att applicera. Det är genomskinligt och därmed lättare att inspektera och tål stora temperaturvariationer. Ickehermetisk inkapsling är också normalt billigare än hermetisk inkapsling.

### Inkapsling av mikromekaniska applikationer
Den vanligaste metoden för en hermetisk försegling av en mikromekanisk applikation är att etsa in ett hålrum i en kiselskiva, ett ”kiseltak”, som sedan placeras över och fästs vid applikationen. Hålrummet krävs för att den mikromekaniska applikationen ska kunna röra sig. Anledningen till att denna metod är så populär är att den på ett enkelt sätt kan användas i dagens inkapslingsmetoder för integrerade kretsar (IC-kretsar). Två nackdelar med denna metod är att den ökar applikationens tjocklek och att ”kiseltaket” inte alltid är tillräckligt robust för att klara av att inkapslas till samma kostnad som integrerade kretsar. Vid normala inkapslingsförhållanden för integrerade kretsar så uppstår temperaturer och tryck som mikromaskiner förberedda för inkapsling med denna metod kan ha svårt att klara av. Ofta klarar inte ”taket” av trycket under IC-inkapslingen utan spricker. För att komma åt detta problem kan man täcka detta tak med en gelbeläggning. Gelbeläggningen ger en flexibilitet och därmed en jämnare tryckfördelning under inkapslingsprocessen. Första digital filmvisning i Europa (2000), genom Philippe Binant med MEMS av Texas Instruments.